# 岩野泡鳴
岩野 泡鳴（いわの ほうめい、1873年（明治6年）1月20日 - 1920年（大正9年）5月9日）は、明治・大正期の日本の小説家・詩人。本名は岩野美衛（よしえ）。新体詩人から自然主義作家に転身し、「神秘的半獣主義」を主張。代表作に『耽溺』など。他の筆名は白滴子、阿波寺鳴門左衛門。乱脈な女性関係でも知られる。

## 概要
名東県津名郡洲本馬場町（現・兵庫県洲本市海岸通2丁目）出身。明治学院、仙台神学校（現在の東北学院）、専修学校（現在の専修大学）に学ぶ。当時、神田神保町の専修学校では法律学と経済学を修め、1891年（明治24年）に卒業した。彼が満足に学校を終えたのは専修学校だけであり、卒業後、彼は志を転じ文学に向かう。
その後、詩人として文壇入りし、小説家に転進する。田山花袋、島村抱月に次ぐ自然主義文学者として活躍した。作者の主観を移入した人物を描く「一元描写」論を主張したため、田山花袋の「平面描写」論と対立した。「神秘的半獣主義」を提唱し、霊肉一致、刹那主義を唱えるが、言辞の難解にもかかわらず、欲望の赴くままに女と関係するというような生活ぶりで、「僕は神だ」と演説するなど奇矯な言動が多かった。一時期、蟹の缶詰工場を作るために樺太に渡るが、事業に失敗するなど、非常に活動的な人物だった。

## 経歴

### 家系
本名・岩野美衛。岩野家は阿波徳島藩蜂須賀家の江戸詰直参であったが、泡鳴の祖父の代で洲本に転住した。父・直夫は岩野家の婿養子で元徳島藩士。1873年（明治6年）、洲本署巡査の父と、母・さとの長男として出生。
明治3年に起きた稲田騒動の余波もあり日進小学校（現・洲本第二小学校）時代の泡鳴は、土地の者から迫害され、独存自我が生成されていった。これは泡鳴文学の発祥基盤でもあった。

### 生涯
1884年（明治17年）、小学校を卒業し、英語塾の教師の家に預けられる。1887年、大阪の泰西学館に入学し、キリスト教受洗。翌年、一家をあげて上京。父は皇宮警察の巡査勤務のあと、下宿屋「日の出館」（東京府芝区西久保八幡町）を経営する。明治学院で一年学び、神田の専修学校で法律学と経済学を学び、1891年（明治24年）7月卒業。同年、文芸誌『文壇』を 国木田独歩，田村三治らと発刊し、泡鳴を名乗る。翌年、仙台神学校（東北学院）入学。キリスト教に懐疑的になる。1894年（明治27年）、東京に戻り『歌舞伎新報』の編集者となる。1895年（明治28年）に実母・さとが死去、熊谷まつが継母になる。
竹腰幸子と1895年（明治28年）結婚。1912年（明治45・大正元年）に離婚するまで四男二女を儲ける（うち男児二人は夭折）。
1899年（明治32年）、滋賀県警察部の通訳と巡査教習所の英語教師として滋賀県大津市に転居、天台宗研究を始める。1901年（明治34年）、膳所町の滋賀県立第二中学（現・滋賀県立膳所高等学校）の英語教師となる（教員試験に受からず無資格のまま）。翌年、上京し大倉商業学校で英語を教えつつ『明星』などに詩を発表。1904年（明治37年）、第二詩集『夕潮』で認められる。1906年（明治39年）、初の小説「芸者小竹」、評論「神秘的半獣主義」を発表する。夏休み、戯曲を書くため日光の温泉に滞在中、芸者吉弥と痴情に耽る（『耽溺』）。
1908年（明治41年）に父が死去し、下宿「日の出館」を引き継ぐ。紀州から増田しも江が上京し、これを愛人とする。しも江はいざこざの中で毒を飲むが助かる（『毒薬を飲む女』）。10月20日、『新自然主義』を刊行した。
1909年（明治42年）、『新小説』2月に『耽溺』を発表し、1910年5月刊行、自然主義の作家として認められる。北海道へ渡るが蟹缶詰製造業はうまく行かず、樺太・北海道を転々とし、追ってきたしも江と心中し損ない、上京中にしも江と別れる。この体験が「泡鳴五部作」（『発展』『毒薬を飲む女』『放浪』『断橋』『憑き物』）に反映される。帰京後、女権運動をしていた遠藤清子を訪ね、同棲する。翌年、自伝小説『放浪』を刊行する。「毎日電報」に続編『断橋』を連載（この間東京日日新聞となる）。
1911年（明治44年）、「大阪新報」に入社し箕面線池田に清子と住む。自伝小説の冒頭に来るべき『発展』を『大阪新報』1911年12月16日-1912年3月25日に連載。清子は創刊された『青鞜』に参加し岩野清子と名乗る。
1912年（明治45・大正元年）、幸子と正式に離婚。7月に刊行した『発展』が発売禁止となり、「朝日新聞」紙上に抗議文を掲げる。大阪新報を退社して帰京。養蜂に熱中する。翌年、清子と正式に結婚。
1915年（大正4年）、プルターク『英雄伝』翻訳のため雇った筆記者蒲原英枝（房枝）と関係ができる。清子と別居し、世間から轟々たる非難を浴び、反論する。清子に訴えられ反訴するが敗訴。1917年（大正6年）、友人たちの斡旋で清子と協議離婚。
英枝が中心となり末日会を主催、毎月万世橋ミカドで開く。田中純、久米正雄、吉井勇、谷崎精二、加能作次郎らが集う。
1920年（大正9年）、腸チフスを病み東京帝国大学医学部附属病院に入院中、リンゴを食べたところ大腸穿孔を起こし死去。47歳。墓所は雑司ヶ谷霊園（東京都豊島区）、法名「泡鳴居士」。

### 親族
父・直夫（1849年 - 1908年）は洲本警察署の巡査で、母・さと（1850年 - 1895年）の岩野家に婿入りした。泡鳴（本名・美衛）は長男で、下に長女・はつ，二女・きん，二男・巌，三女・ちゑ，三男・勝があった。父の直夫は実直な働きぶりで岩野家の借金を返したが、女遊びを覚えてからは家庭は不和となった。その後、直夫は上京、皇宮巡査を経て下宿屋を営み、さとの病中に熊谷まつを囲い、さと没後、正妻とした。
3人の妻との間に9人の子を生した。正宗白鳥は泡鳴を評して「子供に対してほとんど愛情らしいものを感じないのは、日本の作家のうち類例を絶している」と述べ、徳田秋声も子供を不幸な運命にしている例として、島村抱月、島崎藤村、田山花袋とともに泡鳴の名を挙げている。

### 女性遍歴
- 最初の妻・竹腰幸子（1870年 - 1936年11月5日[5]）

東京生まれの3歳年上で、横浜で小学校教師をしていた。1895年に結婚後まもなく結核を患い、同じく胸に不調のある泡鳴と療養を兼ねて転居を繰り返すが、不仲となり1912年に離婚。子に、長女・喜代子（夭折）、次女・富美子、長男・諭鶴（夭折）、次男・薫、三男・真雄、四男・貞雄（夭折）。
- 芸者・吉弥

戯曲を書くため日光の温泉に滞在中、痴情に耽る（『耽溺』）。
- 愛人・増田しも江

泡鳴を樺太や北海道まで追う。心中し損なったあと、分かれる（『毒薬を飲む女』）。
- 二番目の妻・遠藤清子（1882年 - 1920年）

青鞜社同人の婦人解放運動家。元久留里藩士の父親が維新後漢学の私塾を開いたが失敗したため、府立第一高等女学校を中退、東京府教員伝習所を出て教師となり、電報通信社や大阪日報の記者となった。妻子持ちの同僚との恋愛に悩んで1909年に自殺未遂を起こし、その年の暮れに別居中の泡鳴と同棲。
1913年泡鳴と結婚し、翌年に長男・民雄（泡鳴の五男）を出産するも、泡鳴と蒲原房枝（英枝）との姦通事件により別居、離婚を巡って法廷闘争となり、1915年に『愛の争闘』を刊行、1917年離婚。その後、花屋を経営、10歳年下の画学生・遠藤達之助（1892年 - 1977年、のち小畠辰之助）と再婚して夫の実家の京都に転居し長女を出産、胆石により38歳で没。
- 三番目の妻・蒲原房枝（英枝）

青鞜社員で、泡鳴の口述筆記者。清子との離婚が成立する前の1916年に泡鳴との間に長女・美喜（泡鳴の三女）を出産、1918年には長男・諭鶴（泡鳴の六男）を生み、入籍。前夫との間に一子があったが、前夫が家を出たため離婚、教員をして自活していた。
- 最期の愛人・荒木郁子（郁）（1888年 - 1943年2月26日[9]）

青鞜社員。泡鳴の弟子で、愛人とも。泡鳴の五男・民雄を清子の没後に引き取るが、民雄は関東大震災（1923年）で行方不明となる。

## 作品一覧

### 小説・詩
- 魂迷月中刃 悲劇 一名・桂吾良/ 阿波寺鳴門左衛門 女学雑誌社 1894
- 露じも 私家 1901
- 悲恋悲歌 日高有倫堂 1905
- 海堡技師 冥想詩劇 金尾文淵堂 1905
- 泡鳴詩集 金尾文淵堂 1906
- 闇の盃盤 日高有倫堂 1907
- 耽溺 易風社 1910 のち新潮社「代表的名作選集」、岩波文庫、角川文庫
- 放浪 泡鳴五部作 東雲堂 1910
- 毒薬を飲む女 泡鳴五部作、「耽溺・毒薬を飲む女」講談社文芸文庫 2003
- 炭屋の船 岡村盛花堂 1913
- 五人の女 春陽社 1913
- ぼんち 植竹書院 1913
- 征服被征服 春陽堂 1919
- 非凡人 天佑社 1919
- 猫八 玄文社 1919
- 斷橋 泡鳴五部作 新潮社 1919.9 のち岩波文庫
- 情か無情か 日本評論社 1920
- 家付女房 天佑社 1920
- 燃える襦袢 日本評論社出版部 1920
- 発展 泡鳴五部作 新潮社 1920
- 憑き物 泡鳴五部作 新潮社 1920
- 女の執着 日本評論社出版部 1920
- 公爵の気まぐれ 学芸書院 1920
- 泡鳴全集 全18巻 国民図書 1921-1922
- 岩野泡鳴選集 第1・2巻 三興書林 1948
- 泡鳴五部作 新潮文庫（上下） 1955、復刊1994
- 岩野泡鳴全集 全16巻別 臨川書店 1994‐1997

### 評論
- 神秘的半獣主義 左久良書房 1906
- 新体詩の作法 修文館 1907 (作文叢書)
- 新自然主義 日高有倫堂 1908 日本図書センター 1990 (近代文芸評論叢書)
- 近代思想と実生活 東亜堂書房 1913
- 男女と貞操問題 僕の別居事実と自由恋愛論 新潮社 1915
- 近代生活の解剖 広文堂書店 1915
- 悲痛の哲理 隆文館図書 1920
- 刹那哲學の建設 隆文館 1920.10

## 翻訳
- 表象派の文学運動 アサ・シモンズ 新潮社 1913

## 関連書
- 『自らを欺かず─泡鳴と清子の愛』尾形明子、筑摩書房、2001